# Черкаси-Львівські
Черкаси-Львівські — пасажирський зупинний пункт Львівської дирекції Львівської залізниці. Розташований у центрі села Черкаси Львівського району Львівської області, проте послугами залізничного транспорту користуються також жителі сіл Дмитре, Горбачі, Демня і Кагуїв. Зупинка розміщується між зупинними пунктами Дмитрія та Задорожна.
Лінія, на якій розміщена платформа, відкрита у 1873 році як складова залізниці Львів — Стрий.
Зупинний пункт було відкрито до 1948 року під назвою Черкаси. Сучасна назва вживається з 1952 року.
Сучасного вигляду платформа набула після 1962 року, коли було електрифіковано лінію Львів — Стрий. Поблизу зупинки в напрямку Задорожної розташовується нерегульований залізничний переїзд.